# Kładka bojowa-workowa
Kładka bojowa–workowa („P” wz. 29) służyła do szybkiego i łatwego przekraczania potoków, kanałów i rzek o szerokości do 60 metrów przy szybkości prądu do 1,5 m/sek. przez żołnierzy – stanowiła ona etatowe wyposażenie armii polskiej. Kładka workowa jest prostej budowy, łatwo przenośna i przewoźna. Najważniejszą jej cechą jest prostota wykonania i możliwość uzupełniania z materiału podręcznego sposobem ręcznym oraz niewrażliwość samej kładki na pociski karabinowe.

## Dane ogólne
- Kładka workowa charakteryzuje się następującymi właściwościami:
  - łatwą i szybką budową;
  - łatwym przenoszenie zbudowanej kładki,
  - mały ciężar;
  - dostateczna nośność;
  - mała liczba ludzi, potrzebnych do właściwej budowy;
  - prosta konstrukcja, umożliwiająca w polu szybkie wykonanie napraw na miejscu.
- Maksymalna nośność 500 kg,
- nośność 1 worka wypchanego słomą 250 kg,
- ciężar 168,5 kg – w stanie suchym i bez liny poręczowej,
- długość 3,27 m – odpowiada długości przęsła,
- szerokość:
  - a) pomostu 0,70 m
  - b) całkowita (z workami) 3,30 m
- Czas budowy:
  - napychanie worków – 8–10 min,
  - wiązanie i łączenie członu – 13–24 min,
  - całkowity czas budowy 60 m kładki przy pełnym stanie oddziału wraz z wysuwaniem wynosi 25–40 min.[1]
- Wyposażenie potrzebne do budowy jednego człona kładki:
  - worki – 2 sztuki,
  - słoma – 80 kg,
  - przęsło – 1 sztuka,
  - deski usztywniające – 2 sztuki,
  - wiązadła – 8 sztuk,
  - poręcze – 2 sztuki,
  - krawężniki – 1 sztuka,
  - łączniki hakowo-śrubowe – 2 sztuki.
- Oddział potrzeby do budowy 60 m kładki pojedynczej składa się z:
  - 1 oficera,
  - 1 starszego podoficera,
  - 8 młodszych podoficerów lub starszych saperów,
  - 80 saperów,
    - Jednostką dyspozycyjną jest drużyna, składająca się z 6 wozów, na których mieszczą się materiał do budowy kładki pojedynczej o długości 60 m. Pluton składa się z 3 drużyn, co daje 180 m pojedynczej kładki workowej, załadowanej na 18 wozach.
- Skład kładki workowej umożliwiał budowę:
  - 1) kładki pojedynczej dla pieszych,
  - 2) kładki podwójnej dla jezdnych:
    - a) dla biedek z ciężkimi karabinami maszynowymi,
    - b) dla lekkich wozów taborowych, przeciąganych ręcznie,

  - 3) tratewek do przewożenia ciężarów aż do armat 75 mm włącznie.
- 1) Kładka pojedyncza – workowa, ruch jednokierunkowy, umożliwia przejście przez:
  - a) rząd żołnierzy pieszych w pełnym rynsztunku w odległość marszowej.
  - b) rząd żołnierzy z ciężkim karabinem maszynowym w szyku marszowym.
- 2) Kładka podwójna – workowa, zbudowana z dwóch pojedynczych kładek połączonych równolegle do siebie i usztywnionych krawężnikami, służyła do przekraczania przeszkód wodnych o szerokości do 60 metrów i szybkości prądu do 1,5 m/s jednak nie w bezpośredniej styczności z nieprzyjacielem, umożliwiała przejście przez:
  - a) dwa rzędy żołnierzy pieszych w pełnym rynsztunku.
  - b) konie prowadzone przez żołnierzy w odległości 6 kroków.
  - c) lekkie wozy taborowe i biedki z ciężkim karabinem maszynowym odprzęgnięte, przepychane przez ludzi.
- 3) Tratewki workowe służyły do przewożenia ciężarów przy szybkości prądu do 1,5 m/s w takich samych warunkach bojowych, jak kładki podwójne:
  - a) Tratewka na 2 workach umożliwia przepłynięcie jednego żołnierza z oporządzeniem + 2 żołnierzy obsługi tratewki,
  - b) Tratewka na 3 workach umożliwia przepłynięcie:
    - 3 żołnierzy z oporządzeniem oraz 2 żołnierzy obsługi tratewki,
    - 2 żołnierzy z ciężkim karabinem maszynowym oraz 2 żołnierzy obsługi tratewki,

  - c) Tratewka na 7 workach umożliwia przepłynięcia:
    - jednego konia z uprzężą + 2 żołnierzy oraz 4 żołnierzy obsługi tratewki,
    - biedki z ciężkim karabinem maszynowym, amunicją i sprzętem + obsługa 7 ludzi oraz 4 żołnierzy obsługi tratewki,

  - d) Tratewka na 9 workach umożliwia przepłynięcia armaty 75 mm bez przodku + jeden żołnierz obsługi armaty oraz 4 żołnierzy obsługi tratewki,
  - e) Tratewka na 11 workach umożliwia przepłynięcia armaty 75 mm z przodkiem i amunicją + 3 żołnierzy z obsługi armaty oraz 4 żołnierzy obsługi tratewki.

## Opis budowy
Kładka pojedyncza (rys. 1) składa się z członów połączonych ze sobą za pomocą wiązadeł oraz liny poręczowej.
Człon kładki pojedynczej (rys. 2) składa się z 2 worków napchanych słomą, 2 desek usztywniających, wsuniętych w szufladki przęsła i przywiązanych 4 wiązadłami do worka, z 2 słupków poręczowych i, w szczególnych wypadkach z 2 krawężników.
Przęsło kładki (rys. 3) jest wykonane z drzewa i składa się z trzech struganych desek, połączonych między sobą za pomocą kołków z twardego drzewa i przybitych do listewek tworzących szufladki, które służą do połączenia przęsła z deską usztywniającą. Dolne kanty w części środkowej przęsła są lekko ścięte. Deski skrajne mają gniazda poręczowe. Przęsło donosi dwóch ludzi. Ciężar: 49 kg.
Pół przęsło (rys. 4) jest takie samo jak przęsło z tą różnicą, że szufladkę na deskę usztywniającą ma ono tylko na jednym końcu, na drugim zaś końcu ma dwie listewki, przybite od dołu; między nie wchodzi deska usztywniająca w kładce podwójnej. Pół przęsła używa się przy kładce pojedynczej do przejścia na przyczółki, a przy kładce podwójnej – do wyrównania długości obu zsuwanych kładek. Pół przęsło donosi jeden człowiek. Ciężar: 25,5 kg.
Krawężnik (rys. 5) jest wykonany z deski struganej, wyciętej po obu końcach na długości 70 cm do połowy szerokości. Wycięcia te są w stosunku do siebie odwrotne, służą one do połączenia poszczególnych krawężników ze sobą. Krawężniki służą do usztywnienia kładki; przeciwdziałają one powstawaniu uskoków w czasie ruchu i przyczyniają się do rozłożenia obciążenia na sąsiednie człony niezbędny przy budowie kładki podwójnej. Ciężar: 10,5 kg.
Krawężnik końcowy (rys. 6) różni się od krawężnika zwykłego jedynie tym, że ma tylko jeden koniec wycięty. Używa się go na końcach kładki jako ostatniego krawężnika. Ciężar: 12 kg.
Pół krawężnik (rys. 7) różni się od krawężnika końcowego jedynie długością. Używa się go na końcach kładki. Ciężar: 6 kg.
Łącznik hakowo-śrubowy (rys. 8) jest wykonany z żelaza. Służy do połączenia krawężników z deskami usztywniającymi. Ma 4 haki do zaczepienia za deskę usztywniającą oraz śrubę nagwintowaną do przyciągnięcia krawężnika do deski usztywniającej. Ciężar: 1,7 kg.
Worek brezentowy (rys. 9) jest z dwóch stron otwarty, skrojony w kształcie kiszki i ma na końcach ucha brezentowe w miejscach, gdzie się łączy z deską usztywniającą. Po wypchaniu słomą lub sianem, wikliną, suchymi liśćmi, sitowiem służy jako podpora pływająca kładki. Największa wyporność worka po wypchaniu słomą wynosi około 250 kg. Największą wyporność ma worek przy wypchaniu go słomą. Ciężar worka bez słomy wynosi 4 kg, po wypchaniu słomą – około 45 kg. Wypchany worek unosi jeden człowiek.
Deska usztywniająca (rys. 10) służy do usztywnienia worka i rozłożenia ciężaru kładki na całą długość podpory pływającej. Deska ma gniazda poręczowe i kilka wycięć, które służą do schowania końców worka, wiązadeł i łap łącznika. Prócz tego po obu stronach deski usztywniającej i mniej więcej pośrodku są przybite dwa klocki, które uniemożliwiają przesuwanie się przęsła po desce usztywniającej. Ciężar: 11 kg.
Słupek poręczowy (rys. 11) jest wykonany z drzewa składa się on z trzech listewek wciętych do połowy swej grubości. Właściwy słupek poręczowy ma w górnej części wycięcie na linę poręczową. W podstawie zaś poręczowej jest wycięcie na krawężnik. Słupek poręczowy, opierając się listwą poziomą w specjalnym gnieździe w przęśle, ograniczą jego ruch. Ciężar: 2,6 kg.
Kotwica (rys. 12) jest żelazna, czteroramienna, składana ze względu na wygodę przy przewożeniu. Kotwicę donosi jeden człowiek. Ciężar: 19 kg.
Lina kotwiczna służy do przymocowania kładki do brzegu. Długość: 75 m, ciężar: 35,5 kg.
Trzeciak jest to lina konopna, używana jako lina kotwiczna i poręczowa. W razie braku trzeciaków na liny poręczowe można użyć podwójnie skręconych wiązadeł powiązanych ze sobą. Długość: 25 m, ciężar: 6,5 kg.
Wiązadło jest to linka konopna, która służy do przywiązywania deski usztywniającej i poręczy do worka wypchanego słomą, oraz do łączenia poszczególnych członów kładki ze sobą. Ciężar: 0,3 kg.
Wiosło (rys. 13) służy do przepraw na tratewkach. Ciężar: 3,2 kg.
Wiosło sterowe (rys. 14) służy do przepraw na tratewkach. Ciężar: 1,7 kg
Bosak (rys. 15) składa się z drążka jodłowego oraz żelaznego okucia. Ciężar: 4 kg.
Drążek do nasuwania przęseł (rys. 16) wykonany z drzewa, ma na końcu łopatkę oraz haczyki do zaczepiania ogniw łańcucha łopatka służy do rozsuwania przęseł przy uskokach. Sam zaś drążek służy jako dźwignia łańcucha do dociągania przęseł przy zsuwaniu kładki podwójnej. Ciężar: 2 kg.
Łańcuch z łapami (rys. 17) służy wraz z drążkiem do ściągania przęseł. Ciężar: 2,3 kg.
Toporek saperski służy do przygotowania kołków do umocowania lin na brzegu, uskuteczniania drobnych naprawek i robót pomocniczych. Ciężar: 1,1 kg.
Piła ramowa służy do robót pomocniczych. Ciężar: 0,8 kg.
Dobnia (rys. 18) służy do zabijania kołków. Ciężar: 8 kg.
Kołek (rys. 19) służy do umocowania linii trzeciaków. Ciężar: 4,9 kg.